# Съливан (окръг, Пенсилвания)
Окръг Съливан (на английски: Sullivan County) е окръг в щата Пенсилвания, Съединени американски щати. Площта му е 1171 km², а населението - 6089 души (2017). Административен център е град Лапорт.